# Ponderosa (California)
Ponderosa es un lugar designado por el censo ubicado en el condado de Tulare en el estado estadounidense de California. En el año 2010 tenía una población de 16 habitantes.

## Geografía
Ponderosa se encuentra ubicado en las coordenadas 36°6′18.15″N 118°31′45.65″O / 36.1050417, -118.5293472.